# Frontière américaine lors de la Révolution mexicaine
 (janvier 2007).
La révolution mexicaine (1910-1917) a entraîné des prises de positions de la part du grand État voisin du nord, les États-Unis d'Amérique. La frontière américano-mexicaine est ainsi devenue un enjeu stratégique.

## La frontière mexicaine et la politique américaine
L’histoire d’un État est toujours en même temps « une partie de l’histoire des États voisins », écrivait en 1897 le géographe allemand fondateur de la géopolitique Friedrich Ratzel. Ceci est d’autant plus vrai pour le Mexique et les États-Unis dont la frontière commune s’étend sur plus de 3 600 km en continu. Cette frontière représentait en 1910 un passé douloureux pour les Mexicains, celui de la fin de la guerre en 1848 où, par le traité de Guadalupe Hidalgo, le Mexique cède un immense territoire : la totalité des actuels États de la Californie, du Nevada et de l'Utah, les 2/3 nord de l'Arizona et des parties du Nouveau-Mexique, du Wyoming et du Colorado sans compter la perte du Texas quelques années auparavant.
Comme le laissait à penser la déclaration du président Monroe, faite en 1823 à l’encontre des puissances européennes, érigée depuis en doctrine, la doctrine Monroe, les États-Unis considéreront toute attaque contre les jeunes nations indépendantes d’Amérique latine « comme la manifestation d’une disposition inamicale envers les États-Unis ». « Pauvre Mexique » qui se trouve au cœur de deux « obsessions » américaines.
Premièrement, « la destinée manifeste » c’est-à-dire l’extension jusqu’aux rives du Pacifique afin d’être bordé à l'Ouest comme à l'Est par un océan protecteur. Cela signifiera pour le Mexique en 1848 la perte de près de la moitié de son territoire si l’on prend en compte le Texas indépendant de facto depuis 1836 mais intégré seulement en 1846 aux États-Unis.
La deuxième « obsession » américaine est le sentiment d’être porté à éclairer et civiliser, à leur modèle, les peuples jugés inférieurs, comme le montre la déclaration du Président Roosevelt en 1904 qui incite fermement les nations latino-américaines à faire « bon usage du droit à l’indépendance » et à « obéir aux lois fondamentales de toute société civilisée ».
Il existe pourtant des relations symbiotiques entre le Mexique et les États-Unis, influence des idéologies de la révolution américaine qui inspira le nom officiel du Mexique à savoir les États-Unis du Mexique. C’est à partir des États du nord du Mexique, du Chihuahua, du Sonora et du Coahuila que vont débuter les premiers soubresauts à l'encontre du régime de Porfirio Diaz. C’est à partir de la frontière que les États-Unis vont mobiliser leurs troupes pour influer sur le gouvernement mexicain et c’est par cette frontière que les révolutionnaires comme Pancho Villa vont s’approvisionner en armes et en munitions.
Pour résumer, lors de la révolution mexicaine, la frontière a d'abord été le lieu des interventions nord-américaines, de la chute de Diaz à celle de Madero, ainsi que des premières tentatives révolutionnaires ou séparatistes comme celles de Ricardo Flores Magon. La frontière constitua aussi un espace de lutte révolutionnaire entre Villa, Huerta et Carranza incluant le raid sur Columbus ainsi que la politique américaine, des leçons de démocratie de Wilson à l’interventionnisme et l’expédition punitive du général Pershing.

## Les enjeux du Nord du Mexique
Le Nord du Mexique est un territoire en marge, peu peuplé et où l’autorité fédérale fait défaut. C’est un pays où les haciendas sont nombreuses et étendues sur des milliers d'hectares. Sous le porfiriat (1876-1911), la politique mexicaine fut de peupler le nord pour faire face à son encombrant voisin d’où des appels répétés à l’immigration européenne et à la construction hâtive de voies ferrées pour désenclaver ce territoire. Un territoire encore en marge de la loi comme l’illustre le cas de ce célèbre héros de la frontière, Juan Nepomucena Cortina qui fut gouverneur de l'État de Tamaulipas.
Il s’agit aussi d’un territoire stratégique en cas de crise politique et non sans quelque ironie, c’est le général Porfirio Díaz qui lance la grande tradition de refuge des rebelles mexicains au nord de l'État, cela dès 1876, lors de son pronunciamiento contre le président Lerdo. Avec un approvisionnement en armes et munitions facilité par la proximité des États-Unis, la présence de postes de douane de Matamoros et de Nuevo Caredo, source d’importants revenus, Diaz, installé à Brownsville entreprend la conquête du Mexique qui aboutira en 1876 à la prise du pouvoir et à la reconnaissance de son gouvernement par les États-Unis en avril 1878.
Dès lors les États du Nord vont être périodiquement secoués par des tentatives révolutionnaires comme celle de Catarino Garza qui en 1893 organise depuis les États-Unis des raids contre les troupes fédérales mexicaines. Révolte d’autant plus facile que les forces de l’ordre, sous Diaz (armée fédérale et rurale) n’excèdent pas les 20 000 hommes ce qui ne suffit même pas en temps de paix à contrôler les principales villes, les cités frontières (Ciudad Juarez), les voies ferrées et autres points stratégiques (Veracruz).

## Porfirio Diaz face aux pressions américaines (1910-1911)
C’est avec un ordre public calme mais précaire que Porfirio Diaz aborde sereinement sa septième réélection malgré la promesse de mise à la retraite faite lors de l’entrevue de Greelman en 1908. La même année, une grave crise monétaire puis financière frappe les banques mexicaines (dont la banque du Chihuahua) et l’industrie minière, troisième activité pourvoyeuse de main d’œuvre après l’agriculture et la contrebande. Dès 1908, apparaît dans l’État du Sinaloa un foyer révolutionnaire sous la direction d'Orozco.
C’est dans la perspective d’une réélection annoncée que Francisco Madero écrit un ouvrage contestataire intitulé La Succession présidentielle. Mis en prison avant les élections, Madero s’évade et se réfugie aux États-Unis, proclamant le 5 octobre 1910 le Plan de Saint-Louis dans lequel il déclare la nullité des élections et le principe de non réélection. Après le « massacre de Puebla » (novembre 1910), le nord du Mexique se révolte et une multitude de petits chefs apparaissent dont Villa au Chihuahua et Maztorerra au Sonora. Cependant ces révoltes n’aboutissent pas à des résultats politiques (Madero décide même de licencier ses partisans en leur donnant 20 dollars par tête) jusqu’à ce que le gouvernement américain fasse pression sur Diaz. Suivant la doctrine Monroe (protection de leur territoire et de leurs intérêts) les États-Unis étaient intervenus en 1900 à la baie de Magdalena pour empêcher toute implantation japonaise sur le golfe de Californie. Après cet incident les États-Unis établirent une base militaire temporaire et en 1910, Diaz refusa de renouveler la concession. En réponse, le Président Taft (1909-1913) mobilisa une « division de manœuvre » forte de 20 000 hommes (soit autant que l’armée mexicaine dans son ensemble) près de la frontière pour officiellement assurer la sécurité des ressortissants américains. C’est près de la frontière, à Ciudad Juárez que les militaires de Diaz négocient avec les rebelles. Redoutant une intervention des Américains, Diaz s’exila en France en mai 1911.

## La présidence Madero (1911-1913)
Les accords de Ciudad Juarez prévoyaient un gouvernement intérimaire contrôlé par le Parlement et de nouvelles élections. Madero rentré à Mexico le 7 juin est élu à la présidence et cela jusqu’au coup d'État de Huerta de février 1913.
Dès le début de sa présidence, Madero doit faire face à la reprise de la rébellion dans le Chihuahua par Orozco et Villa et dans l'État du Morelos, près de Mexico, par Zapata. Il est important de préciser que les motifs de ces révoltes contrastent.
Dans le Nord, il s’agit surtout d’une lutte contre la centralisation et contre le renforcement du contrôle fédéral, menée par Francisco « Pancho » Villa, ancien bandit reconverti en général révolutionnaire.
Dans le Sud, il s’agit d’une lutte sociale menée par Zapata pour la répartition des terres d’où la reprise du slogan de Ricardo Flores Magon « terra y libertad ». Ricardo Flores Magon est une figure emblématique de la révolution mexicaine : dès 1903, il est contraint à l’exil aux États-Unis (San Antonio au Texas, puis Saint-Louis dans le Missouri) et y publie un journal clandestin Regeneracion. En 1905, les libéraux « magonistes » préconisent la création de groupes clandestins armés au Mexique en collaboration avec les IWW (Industrial Workers of the World). La publication du programme de Saint-Louis en 1906 aura une influence idéologique considérable sur tous les révolutionnaires et même « la Constitution de 1917 porte l’empreinte de ce document ».
En 1910, Magon dénonce la trahison de la révolution par Madero car ce dernier conserve aux postes clés d’anciens porfiristes comme le ministre de la Guerre Carranza et fonde l’éphémère République anarchiste de Basse-Californie en 1911 avec le concours des IWW, qui comptaient dans leur rang le journaliste Jack London. Réfugié aux États-Unis après l’échec de la République anarchiste, Magon, qui s’était proclamé communiste anarchiste, avait été le seul révolutionnaire à tenter une union des deux prolétariats, les paysans, 63 % de la population active en 1910 et les ouvriers, moins de 10 % de la population. La tentation de soustraire la Basse-Californie à l’autorité de Mexico n’est pas nouvelle, depuis 1848, les attaques de flibustiers nord-américains étaient monnaie courante. C’est l’utilisation de ces flibustiers commandés par le Boer Pryce lors de la tentative de Magon qui contribua à l’échec du mouvement. La prédominance des étrangers dans cette expédition a inquiété le patriotisme de certains magonistes dont le guérillero Rudolfo Gallegos qui lutta contre le mouvement.
Le nord du Mexique reste en ébullition pendant toute la présidence de Madero, la défaite d'Orozco face à l’armée fédérale commandée par Huerta ne modifie en rien la situation puisque Villa se soulève à son tour, l’inconnue majeure restant la réaction des États-Unis.

## Huerta contre la politique morale Wilson (1913-1914)
La politique américaine au Mexique suit les avis de l’ambassadeur des États-Unis Henry Lane Wilson qui n’a pu obtenir satisfaction du gouvernement de Madero dans l’affaire du Tlahualilo et celle du pétrole du Tampico (taxe de quelques centimes sur chaque baril extrait par des compagnies américaines). Dès lors le gouvernement américain impose un embargo sur les armes à destination du Mexique. Puis de son propre chef, Henry Lane Wilson conclut avec les adversaires politiques de Madero, principalement Huerta, le pacte de l’ambassade « de la Ciudadela » le 18 février 1913. Le 22 février, le président Madero est assassiné et Huerta est nommé président à titre provisoire.
Pour recevoir la reconnaissance de son gouvernement par les États-Unis, le nouveau président Huerta accepte de trancher en la faveur des intérêts américains trois points de désaccord, le premier, le litige du Chamizal, le cours du Colorado et les eaux de Tlahualilo.
Non réélu en 1913, le président Taft laisse la reconnaissance du gouvernement à son successeur, le président Woodrow Wilson qui inaugure sa politique de « bon voisinage » par un refus formel de reconnaître « l’assassin » Huerta. En effet suivant sa morale politique, Woodrow Wilson tient à exporter la démocratie au Mexique comme il l’annonce dans son discours inaugural « je veux apprendre aux latino-américains à élire des gens de bien ».
Lors de son accession au pouvoir, Woodrow Wilson (1913-1921) tient à préserver la neutralité des États-Unis mais aussi à exporter ses leçons de démocratie comme l’illustre son discours du 20 avril 1914, « Il ne saurait y avoir dans nos actions nulle intention d’agression ou d’expansion égoïste de notre territoire. Si nous cherchons à préserver la dignité et l’autorité des États-Unis, c’est seulement pour que notre vaste influence demeure toujours intacte dans la défense de la liberté, que ce soit aux États-Unis ou bien ailleurs, là où elle pourra être utilisée pour le bien de l’humanité tout entière ».
Le refus obstiné de reconnaître Huerta, le refus des compagnies pétrolières américaines de payer l’impôt prétextant l’illégitimité du gouvernement mexicain, placent ce dernier dans une position précaire dont Carranza, gouverneur de l'État de Coahuila, profite en se soulevant et en fondant l’armée constitutionnelle.
Pour forcer Huerta à démissionner, Wilson instaure un embargo sur les armes à destination de l’armée fédérale, laissant libre champ à Villa, pour le compte de Carranza, de se ravitailler aux États-Unis (certains cargos américains de munitions partis pour Cuba étaient pour des « raisons techniques » tous détournés sur Tampico aux mains de Carranza). Officiellement reconnu par les pays européens, Huerta recevait des armes de l’Allemagne par la « 2e frontière du Mexique », le port de Mexico, Veracruz.
En février 1914, Wilson lève l’embargo en faveur des constitutionnalistes qu’il finance ouvertement. Un mois après, Villa lançait son offensive marquée par la sanglante bataille du Zacatecas (23 juin) qui causa plus de 10 000 morts. Et où la « division du Nord » de Villa, composée d’une immense cavalerie (15 000 hommes à son apogée) avec une technique de combat semblable à la guérilla des aventuriers de la Frontière, fait face à une armée régulière utilisant les tranchées pour repousser les charges des hommes du Nord.

## Vers l'intervention des États-Unis (1915-1916)
Après le départ de Huerta en juillet 1914, puis celui de Carranza en décembre de la même année, la « division du Nord » fait face à Obregon, général carranciste. Utilisant le chemin de fer pour déplacer ses troupes, ce dernier bat à plusieurs reprises la « division du Nord » dans le centre puis au Nord à Agua Prieta en février 1915 après que les États-Unis eurent autorisé les forces carrancistes à couper à travers l’Arizona pour encercler Villa.
Cette autorisation remet ouvertement en cause la politique de neutralité déjà bien ébréchée du président Wilson. En effet, depuis peu l’opinion publique américaine s’était inquiétée de l’affaire de Basilio Ramos. Ce Mexicain arrêté à Mac Allen au Texas début 1915 fut accusé d’avoir tenté de mettre en œuvre le plan bien obscur de San Diego. Ce plan proclamait « la liberté des individus de races noires », « l’obtention des 6 états de l’Union le long de la frontière mexicaine » afin de « former une république et donc d’être indépendants ». Les historiens (Herzog) y voient la manipulation de Carranza afin d’alerter l’opinion américaine des dangers des « hordes villistes ».
Le 9 mars 1916, Villa lance un raid meurtrier sur la petite ville de Columbus au Nouveau-Mexique pour se venger de l’intervention des États-Unis en faveur d'Obregon. Le 16 mars, le président Wilson confie au général Pershing la direction d’une expédition punitive pour capturer Villa. Il existe déjà des précédents de ce type : en 1873, le colonel R. S. Mackenzie poursuit jusqu’à l’intérieur de l'État de Coahuila des voleurs de la tribu indienne des Kickapoos. Le secrétaire d'État des États-Unis de l’époque, Hamilton Fish, avait légitimé cette intrusion « [le gouvernement mexicain paraît] si apathique ou bien si impuissant à empêcher ces attaques que tôt ou tard, ce gouvernement [des États-Unis] n'aura d'autre alternative que d'assurer le calme sur la frontière en poursuivant les maraudeurs où qu'ils puissent se trouver ». Cette expédition punitive ressemble beaucoup à une armée d’invasion, forte de 4 800 hommes, elle pénètre jusqu’à 450 km à l’intérieur du territoire mexicain. À son repli en 1916, n’ayant pas accompli sa mission officielle, l'expédition compte plus de 15 000 hommes.

## La frontière, postérité
Née près de la frontière, la révolution mexicaine fut, pendant l’ensemble de la période étudiée (1910-1917), essentiellement une affaire de gens du Nord, de Madero à Villa (excepté Zapata dans le Morelos). Il est donc logique que la frontière américaine ait joué un rôle central dans le cours de la révolution, par la diffusion des idéaux révolutionnaires par la presse clandestine réfugiée aux États-Unis (Regeneracion de Magon). Ainsi que par son intérêt stratégique, l’approvisionnement en armes et munitions et en volontaires étrangers, par son intérêt économique avec les revenus des postes de douane de Matamoros et de Nuevo Caredo.
La révolution mexicaine, parce qu’elle s’est déroulée aux portes des États-Unis, fut aussi l’affaire de Washington qui paradoxalement au nom de ses intérêts et des valeurs universelles comme la liberté ou la démocratie, a directement influé sur le cours de cette révolution. Cette dernière marqua fortement l’opinion américaine car elle fut suivie par des journalistes reporters qui firent la renommée des chefs de guerre comme Francisco Pancho Villa, ce qui contribua à établir encore un peu plus une frontière mentale entre les nord-Américains imprégnés de valeurs morales protestantes anglo-saxonnes et les Mexicains latins et catholiques. Ce serait négliger la dynamique même de la frontière perçue, lors de la révolution, comme une barrière entre la civilisation et la barbarie (cf. Turner), et actuellement, comme une zone d’intégration économique à l’ensemble nord-américain. Par ses échanges qui, depuis le début des années 90 avec les accords de l'ALENA, se sont accrus, la frontière est devenue le premier employeur du Mexique.